# Haxalö sund
Haxalö sund är en fjärd i Finland. Den ligger i landskapet Nyland, i den södra delen av landet, 40 km öster om huvudstaden Helsingfors.
Haxalö sund ligger mellan Sarvsalö i väster och Haxalö i öster.